# Liu Dezhu
Liu Dezhu (chinesisch 刘德助 Liú Dézhù; * 16. September 2000 in Bose) ist ein chinesischer Leichtathlet, der sich auf den Mittelstreckenlauf spezialisiert hat. Aktuell ist er Inhaber des chinesischen Landesrekordes über 800 Meter.

## Sportliche Laufbahn
Erste internationale Erfahrungen sammelte Liu Dezhu im Jahr 2017, als er bei den Asian Indoor & Martial Arts Games in Aşgabat mit 1:53,76 min im Halbfinale im 800-Meter-Lauf ausschied. 2023 belegte er bei den Asienmeisterschaften in Bangkok in 1:46,77 min den vierten Platz über 800 Meter und gewann in 3:42,30 min die Bronzemedaille im 1500-Meter-Lauf hinter dem Inder Ajay Kumar Saroj und Yūsuke Takahashi aus Japan. Im August belegte er bei den World University Games in Chengdu in 3:42,55 min den siebten Platz über 1500 Meter und im Oktober wurde er bei den Asienspielen in Hangzhou im Finale über 800 Meter disqualifiziert und gelangte über 1500 Meter mit 3:41,73 min auf den fünften Platz. 2025 kam er bei den Hallenweltmeisterschaften in Nanjing mit 3:43,55 min nicht über den Vorlauf hinaus und im Mai belegte er bei den Asienmeisterschaften in Gumi in 3:45,88 min den sechsten Platz. Zudem verpasste er über 800 Meter mit 1:49,12 min den Finaleinzug über 800 Meter.
2023 wurde Liu chinesischer Meister im 800-Meter-Lauf sowie 2021 und 2023 über 1500 Meter. Zudem wurde er 2025 Hallenmeister über 1500 Meter.

## Persönliche Bestzeiten
- 800 Meter: 1:45,66 min, 20. April 2024 in Xiamen (chinesischer Rekord)
  - 800 Meter (Halle): 1:46,63 min, 12. März 2024 in Jinan (chinesischer Rekord)
- 1500 Meter: 3:37,93 min, 12. Mai 2024 in Osaka
  - 1500 Meter (Halle): 3:43,40 min, 15. März 2023 in Tianjin (chinesischer Rekord)